# باول ميلور
باول ميلور (بالإنجليزية: Paul Mellor)‏ هو لاعب دوري الرغبي أسترالي، ولد في 21 أغسطس 1974 في سيدني في أستراليا.